# さよならドビュッシー
『さよならドビュッシー』は、中山七里による日本の推理小説。
ピアニスト岬洋介が登場する「岬洋介シリーズ」の第1作で、第8回『このミステリーがすごい!』大賞大賞受賞作。太朗想史郎の『トギオ』とダブル大賞受賞となり、応募作の『バイバイ、ドビュッシー』に加筆して中山の初の単行本として刊行された。売上は25万部を突破。
作品の構想が練られた頃は二ノ宮知子の漫画『のだめカンタービレ』がブームとなっており、著者の中山は、今世間に求められているのはこういう作品なのだろうと思い、音楽の力を武器に闘う少女の物語にしたいと考える。そして執筆前にはマーケティングも実施し、音楽をベースに韓流のようなアップダウンのあるストーリー展開になるよう意識して、ミステリーを読まない層でも本の世界に入っていきやすくしたことが功を奏したと語っている。
2013年に映画化および漫画化。2016年にテレビドラマ化。

## あらすじ
ピアニスト志望で特待生として音楽科への推薦入学が決まっている香月遥は、ピアノ教師の鬼塚に叱責されながらも自らの腕を磨くため、日々練習に明け暮れていた。2か月前にスマトラ沖地震で突然家族を失い、以降香月家に身を寄せている従姉妹の片桐ルシアとは同い年で共通点も多く好みも合い、ピアニストになるという夢も同じだったため、2人はまるで姉妹のように仲が良く、遥の父・徹也はルシアを養子にする話を進めていた。そんな2人を、悲劇が襲う。遥の両親や、同居している叔父の研三が用事で家を空け、介護士の綴喜みち子も家に帰ってしまった夜遅く、香月家当主である香月玄太郎の部屋から出火し、あっという間に3人がいた香月邸の離れは全焼してしまう。
全身大やけどを負ったものの、形成外科医の新条の移植手術により奇蹟的に命を取り留め、顔も以前と寸分違わぬものに再生される。しかしカエルのように醜い声、見た目は元通りになったもののちっとも思い通りに動かない指、そして何より自分しか助かることができなかったことに対してのショックは大きかった。そして2か月後の退院に合わせ、香月家の顧問弁護士・加納が持ってきた玄太郎の遺言書の内容にさらなる衝撃を受ける。そこには、「総資産（12億7000万）のうち2分の1を遥に譲り渡す。ただし、相続分は信託財産に組み込み、音楽教育および音楽活動に対する資金として供用される。」と書かれていた。図らずも最大の遺産相続人となってしまったが、火傷が完治しないにもかかわらず予定通り旭丘西高等学校音楽科に入ったことでクラスメイトからは嫌味を言われ、学校からは特待生として入学した以上、何らかの結果を出し続けなければならないという条件も突き付けられ、喜びよりも戸惑いの方がはるかに大きかった。あれだけ期待をかけてくれていた鬼塚にすら冷たい態度をとられ、ピアニストの夢も諦めそうになるが、そこで鬼塚の弟弟子だという岬洋介がレッスン役を買って出る。
目指すのはアサヒナ・ピアノコンクール。二人三脚で連日厳しい練習を続けていたが、家の階段の滑り止めが剥がされていたり、松葉杖の留め金がゆるめられていたりと身の危険を感じるようになる。さらには、母・悦子が荒薙神社の石段から落ちて亡くなるという悲劇が香月家を襲う。しかし現場を調べた岬はこれが事故でないことを早々に見抜き、犯人に思い当たる。そして岬は、もう遺産目当てで殺人が起こることはないと確信する。そして迎えた6月21日、アサヒナ・コンクール第一次予選。下諏訪美鈴の演奏に圧倒され、舞台袖で辛辣な言葉をかけられながらもなんとか一次予選を突破。しかし結果を確認して裏口から出ると、そこには榊間刑事に任意同行をかけられる綴喜みち子の姿があった。いきさつを知っているらしい岬は、明日のコンクール本番が終わったら全てを説明すると告げる。
そして本選当日。全身全霊をかけた演奏を終えて結果発表を待つステージ袖で、岬は真相を話し始める。

## 登場人物

### 香月家
先祖代々の土地を売った土地成金や地主が多数住んでいる高級住宅地の中でも周辺から「お屋敷町」と呼ばれている一帯にあり、その中でも高台に建っている。
香月 遥（こうづき はるか）
本作の主人公。
審査員満場一致で特待生として私立高校の音楽科への推薦が決まっているピアニスト志望の16歳。小首を右に傾げるクセがある。
片桐 ルシア（かたぎり ルシア）
遥の従姉妹で、遥と同じくピアニストを目指している。遥とは同い年で、見た目や性格なども瓜二つである。
人見知りのため、ピアノの技量は遥と同程度であるにもかかわらず、思ったように力が出せないことが多い。
両親は共に日本人だが、結婚後すぐに仕事の都合でインドネシアへ飛び、すっかり馴染んでそのまま帰化したため、ルシアは現地で生まれ、インドネシア国籍でイスラムの洗礼も受けている。しかし父親の意向で可能な限り日本の文化に触れるため日本人学校に通い、毎年欠かさずクリスマスから正月三が日は帰国して日本で過ごすようにしていた。
2004年12月26日に発生したスマトラ沖地震の津波により両親を亡くす。仕事が残る両親より先に帰国していたため1人だけ生き残り、以降、祖父である玄太郎が当主である香月家に身を寄せている。地震以降、海岸や川岸の風景に敏感に反応するようになってしまう。
香月 玄太郎（こうづき げんたろう）
遥とルシアの祖父で、香月家の当主。70歳過ぎ。
2年前に脳梗塞で下半身不随になって以降、車椅子生活をしている。
口が悪く、しょっちゅう部下や息子に対して怒鳴り散らすが、突然両親を亡くしてしまった孫のルシアのことを心から心配し、気にかけている。
自身の部屋から出火した火事により、命を落とす。
香月 徹也（こうづき てつや）
遥の父で玄太郎の長男。
玄太郎の事業とは一切関わりのない大手銀行に20年以上勤め、現在は支店長代理。しかし銀行は破綻を噂されており、日々悩みがたえない。「まあ、何とかなるさ」が口癖。
香月 悦子（こうづき えつこ）
遥の母で徹也の妻。
玄太郎と息子たちとの仲裁役を買って出たり、義理の弟である研三のことを心配したりと面倒見が良い。
子供の頃には自身もピアニストを目指したが、家庭の金銭的理由で商業高校へ入学させられて夢が潰えたため、遥がピアニストとして優秀なことを自慢に思い、成功することを何より願っている。そのため、時にはスパルタな物言いをすることもある。
実家は石川県七尾市で、事務機メーカーでOLをしていた時に徹也と知り合い、結婚した。
母親は1年前に他界している。
香月 研三（こうづき けんぞう）
遥の叔父で玄太郎の次男。30歳半ばを過ぎているが無職。
大学在学中から漫画家を夢みていたが、いまだ芽が出ず、最近は作品も書かずに1日漫画を読むかアニメを見ている。しかし正義感は強く、人当りが良く頭の回転も早いため、遥に"決して嫌いではない"と評される。
片桐 玲子（かたぎり れいこ）〈旧姓：香月〉
ルシアの母で玄太郎の長女。
兄弟の中では一番楽天家だったが、スマトラ沖地震で夫・昭（あきら）と共にあっさり命を落とす。
男勝りで才気煥発、玄太郎相手にも物怖じせず言いたい放題だった。
本作では名前のみ登場。

### 旭丘西高等学校
桃山 美沙（ももやま みさ）
校長。
工藤（くどう）
遥の担任。
君島 有里（きみじま ゆり） / 時坂 恵（ときさか めぐみ） / 涼宮 美登里（すずみや みどり）
遥のクラスメイトたち。
全身大やけどを負いながらも特待生として入学してきた遥が気に入らず、ことあるごとに厭味を言う。

### その他
岬 洋介（みさき ようすけ）
鬼塚のピアノレッスン時に初めて遥と出会い、のちにレッスンを引き受ける新進気鋭のピアニスト。
鬼塚の弟弟子で、現在は音大の非常勤講師として働いている。
栄の文化芸術センター近くの広小路通沿いのワンルームマンションに入りたいと玄太郎の面接を受け、気難しい玄太郎に珍しく即決された稀有な人物。
綴喜 みち子（つづき みちこ）
介護士。
メインは玄太郎の介助だが、それだけではなく香月家全員の食事も担当している。
火事後は玄太郎ではなく遥の世話をするために香月家との契約を継続するが、ぱったりと笑顔を見せなくなってしまう。
新条（しんじょう）
大学病院の形成外科医で遥の担当医。痩せぎすで神経質そうな面立ちに黒縁の眼鏡をかけている。
重度の火傷を負った遥の皮膚の移植手術を担当する。腕は確かだが口調は素っ気なく、時に病人には残酷とも思える事実を包み隠さず突き付け、その事実から逃げることも許さない。ある意味では誠実そのもので決して曖昧な物言いはせず、患者に無意味な失望も過度な期待もさせない。
仏頂面で命令口調だが、急な病状変化にもすぐ対応して診察し、リハビリにも何度も顔を出すなど、仕事や患者との交流はマメ。
加納（かのう）
丸の内に事務所をかまえる香月家の顧問弁護士で、弁護士会の幹事もつとめている。
元々は玄太郎の会社の顧問をしていたが、手腕が認められて今では玄太郎個人の財産管理も任されている。
見た目は白髪交じりで50代の真面目そうなおじさん。
榊間（さかきま）
愛知県警中警察署の私服刑事。42歳。
見た目は太っていて、人のよさそうなおじさんで優しげな口調で喋るが、目は情け容赦ない狩人の目をしている。
悦子が運ばれた病院にやってくる。
鬼塚（おにづか）
遥やルシアのピアノ教室の教師。38歳独身女性。名前の通り、レッスン中は般若のような面相で叱責する。
弟弟子である岬洋介を気に入っている。
笹平（ささひら）
岬が懇意にしているスタイリスト。目元が涼しい綺麗系の女性。
歯に衣を着せない物言いをするが、腕は確か。
下諏訪 美鈴（しもすわ みすず）
アサヒナ・ピアノコンクール出場者。大学生。
ステージ裏でライバルに辛辣な言葉を投げかける。
宮里（みやざと）
最近ワイドショーで名をあげてきた女性レポーター。ショートボブ。
遥を身障者扱いし、ぶしつけな質問をしてくる。

## 曲目
作品中に登場した曲目
- 前奏曲集第一第8番『亜麻色の髪の乙女』：ドビュッシー
- 超絶技巧練習曲第4番『マゼッパ』：リスト

- ピアノコンクールで岬洋介が演奏。

- アラベスク：ブルグミュラー
- 熊蜂の飛行：リムスキー＝コルサコフ

チャリティーコンサート
- ヴァイオリン協奏曲：メンデルスゾーン
- アイネ・クライネ・ナハトムジーク：モーツァルト
- ピアノ協奏曲第5番『皇帝』：ベートーヴェン

- 岬洋介がピアノ演奏。

アサヒナ・ピアノコンクール
- 12の練習曲：ショパン
- 月の光：ドビュッシー
- アラベスク第1番：ドビュッシー

## 書評
『このミステリーがすごい!』大賞の選評では、評論家の大森望が「ハンデを負った少女が辛いリハビリとレッスンに耐える音楽スポ根ものでありながら、『エースをねらえ!』の宗方コーチや“トゥシューズに画鋲”的ないじめの要素も取り入れた王道のエンターテインメント作品である」、書評家の茶木則雄が「緊迫感に富んだコンクールでの描写は特筆に値し、終盤で大掛かりなトリック（多少違和感はあったものの修正可能な範囲）が炸裂するなど音楽ミステリとして極めて上質である」と評価したのに対し、書評家の吉野仁は「インドネシアからの帰国子女が大人の日本人が使うような表現を多用したり、物事の説明がしつこいなど粗い部分も目立つ。この一作を書き上げるのに必要としたのと同じ時間と労力を推敲にあてなくてはならない。」と、受賞に反対するものではないとしながらも厳しい意見を述べている。
著者と同じ第8回このミス大賞出身の七尾与史は自身のブログで「お世辞抜きで本当にすばらしい。過去の佳作を除いた全ての大賞受賞作の中で最高峰。2次選考の選評で村上貴史が述べていた“ピアノという楽器・音楽・そして人が生きようとする力がしっかりと表現されており、その力が読み手を一気に結末まで引きこんでいく”という意見に同感である。」と語っている。
俳優の妻夫木聡は雑誌『ダ・ヴィンチ』2010年9月号で「前半は完全な青春ものなのに最後に大どんでん返しがあっておもしろかった。引き込まれて思わずクラシックのCDを買ってしまいました。」と述べ、そのコメントは文庫化された際の帯でも採用された。

## 書籍情報
- 単行本：2010年1月8日発売[7]、宝島社、ISBN 978-4-7966-7530-7
- 文庫本：2011年1月12日発売[12]、宝島社文庫、ISBN 978-4-7966-7992-3
- 漫画：2013年1月12日発売[13]、宝島社、ISBN 978-4-8002-0646-6、作画：相楽ひまり

## スピンオフ

### 『さよならドビュッシー前奏曲 要介護探偵の事件簿』
エピソード・ゼロ。香月玄太郎&介護士・綴喜みち子コンビが主役の連作短編集。
- 単行本『要介護探偵の事件簿』：2011年10月7日発売[14]、宝島社、ISBN 978-4-7966-8624-2
- 文庫本『さよならドビュッシー前奏曲 要介護探偵の事件簿』：2012年5月10日発売[2]、宝島社文庫、ISBN 978-4-7966-9562-6

### 「煙よりも、軽く」
JT公式WEBサイト「ちょっと一服ひろば」に無料WEB掲載されている短編。形成外科医の新条要が主役。2015年3月、「平和と希望と」と改題し、『サイドストーリーズ』（角川文庫）に収録された。
01 / 02 / 03 / 04 / 05
アーカイブサイト

## 映画
本作を原作とした映画が2013年1月26日より新宿ピカデリー他で全国公開された。原作の大きなトリックは変わらないが、ミステリー性より主人公の秘めた心情面に重点をおいた構成となっており、恋愛的要素も描かれている。
主演は橋本愛。監督は利重剛。岬洋介役を演じる“クラシック界の貴公子”こと現役ピアニストの清塚信也は、今までドラマ『のだめカンタービレ』の玉木宏や映画『神童』の松山ケンイチのピアノ演奏の吹き替えを担当していたが、本作が俳優デビューとなる。
2013年12月21日にWOWOWで初放送された。

### ストーリー
遥の従姉妹で帰国子女のルシアは両親が危険な国へ行くことを理由に祖父に預けられる。しかしその後、両親は行方不明となる。
16歳になった遥は両親や祖父に囲まれながらピアニストを目指すが、ルシアは看護学校に入るという。また、ピアニストになって私のためにクロード・ドビュッシーの「月の光」を弾いてほしいと語る。その晩、祖父と従姉妹とともに火事に巻き込まれ、ただ一人生き残った遥も全身に大けがを負う。祖父の遺産が12億円入るが、信託でピアニストになる準備と演奏活動のためにしか使えないという。遥は不自由な肢体やブランクを理由に、それまで師事してきた鬼塚に指導を断られるが、司法試験を合格したにもかかわらずピアニストになったという岬が引き受ける。遥はイジメにもめげずに、夢を実現させるべくコンクールに向けて練習を積み重ねる。そんな中、彼女の周辺で遺産関係者に次々と不可解な出来事が起こる。その真実を語るべく、演奏会を前に遥が岬に話し始める…。

### キャスト
- 香月遥：橋本愛[18][21][22]
- 岬洋介：清塚信也[23][24]
- 香月玄太郎：ミッキー・カーチス
- 香月徹也：柳憂怜
- 香月悦子：相築あきこ
- 香月研三：山本剛史
- 鬼塚先生[注釈 3]：清水綋治
- 綴喜みち子：熊谷真実
- 加納：サエキけんぞう
- 弁護士：本村健太郎
- 審査員：堤幸彦（友情出演）[25][26]
- 片桐ルシア：相楽樹[27]
- 榊間刑事：芹澤興人
- 桃山校長：戸田恵子[28]
- 工藤先生：三ツ矢雄二
- 新条医師：吉沢悠

### スタッフ
- 原作：中山七里『さよならドビュッシー』
- 監督：利重剛
- 脚本：牧野圭祐、利重剛
- 撮影：小倉和彦
- 音楽：小野川浩幸
- VFXスーパーバイザー：オダイッセイ
- 主題歌：泉沙世子「境界線」[29]（キングレコード）
- プロデューサー：林哲次、岡崎剛之
- 製作統括：村瀬元一朗
- 製作：二村慈哉、加藤直次、藤岡修、西川孝
- エグゼクティブプロデューサー：川崎朗、柳田和久、本田武市、志摩敏樹
- キャスティング：中里慶
- 特別協賛：名古屋トヨペット
- 協賛：大同特殊鋼、メニコン
- 特別協力：名古屋芸術大学
- 企画：LIBエンタテインメント
- 企画協力：中部日本放送
- 制作：ティー・オーエンタテインメント
- 制作協力：フルフォレストファクトリー
- 宣伝：マンハッタンピープル
- 配給：東京テアトル
- 製作：「さよならドビュッシー」製作委員会（中部日本放送、LIBエンタテインメント、ハピネット、博報堂DYメディアパートナーズ、ティー・オーエンタテインメント、キングレコード、TBSラジオ&コミュニケーションズ、中日新聞社、流行発信、テレビ大阪サービス、TI ComNet、インデックス・コア、北海道放送、青森テレビ、テレビユー山形、東北放送、新潟放送、テレビ山梨、静岡放送、ぎふチャン、テレビせとうち、テレビ高知、熊本放送、南日本放送、FM OSAKA）

### 製作
俳優としての活動も顕著である利重剛にとっては『クロエ』（2001年）以来の長編監督作品となる。当初は別の監督が撮る予定であったが、「お芝居が撮れる監督が必要」という製作サイドの判断で、俳優経験のある利重に白羽の矢が立った。偶然にも清塚と利重の自宅が近所であったため、少しの疑問でもすぐに連絡し合って近所のファミリーレストランで話し合うことができ、演技のトレーニングやリハーサルも含めて事前の準備を入念に行うことができたという。
岬洋介役の清塚信也は元々原作者・中山七里のファンであり、以前「読んで感想を聞かせて欲しい」という手紙と一緒に本を送られていたことがあったが、この抜擢は「ミュージシャンとして自分の世界を持っていて、演技力より人として興味ある方に出て欲しい」という監督の意向によるもので、全くの別口であったことを後で知って驚いたと話している。清塚はピアノ指導に使う言葉やセリフなど細部に渡ってアドバイスするなどして脚本作りにも積極に関わり、「手首で呼吸する」など実際のピアニストでなければ出てこないような表現が多数採用された。演奏面でも玄太郎がヨーロッパで買ってきたという設定に相応しいピアノ探しから参加し、演奏シーンは利重ではなく清塚がOKを出すまで撮影が続けられた。しかし利重もまた、通常は事前に録音された音源に合わせて弾くフリをして撮影されることが多い演奏シーンを撮影と録音を同時に行うことにこだわり、リストの超絶技巧練習曲「第4番マゼッパ」を清塚が弾くシーンでは、演奏からセリフのやり取りまでを1カットで撮影することを何度も何度も続けたため、子供の頃から1日12時間ピアノの練習をしてきた清塚も舌を巻くほどの壮絶な現場になっていたという。
ほとんどピアノ演奏の経験が無く、楽譜を覚えることから始めたという橋本愛にピアノ教える役も映画のストーリーと同様に清塚が務めたが、「鍵盤の押さえる順番を教えたら、全てを彼女は覚えてしまった。とにかく短期記憶が素晴らしく、天性のリズム感を持っている。」と脱帽したエピソードを話している。コンクールの場面は北名古屋市の名古屋芸術大学で450人の聴衆エキストラが見つめる中撮影されたが、予選に送り出すシーンでは、教えたことがちゃんと出来るかどうか、本当の先生のような心情で舞台袖から送り出したという。そして橋本の「アラベスク」「月の光」の演奏シーンを無事に撮り終えた後は、清塚が朝から夕方までホールに詰めていたエキストラに向けてプチリサイタルを開き、それに驚いて感動するエキストラの表情も撮影され、劇中で実際に使用された。
撮影は2012年8月の約1か月間、名古屋市役所やメニコンANNEXのHITOMIホールなど名古屋市内を始め、愛知県内各地で行われた。火事のシーンは実際に建物を燃やして撮影されたが、危うく出演者が火傷しそうになる場面もあった。
公開に先駆け、2013年1月17日に銀座ヤマハホールで行われたこの映画の完成報告スペシャルイベントでは、清塚信也の伴奏で歌手の泉沙世子が主題歌である「境界線」を歌うコラボレーションも実現。また、利重や原作者の中山七里も一緒にステージに登場し、1月12日に誕生日を迎えた主役の橋本愛を「ハッピーバースデートゥーユー」の合唱やグランドピアノのかたちをしたケーキで祝った。

### Blu-ray / DVD
発売・販売元はキングレコード。
- さよならドビュッシー 通常版（DVD1枚組）
  - 映像特典
    - 特報・劇場予告編・TVスポット集・ラジオスポット
    - 主題歌 泉沙世子「境界線」ミュージックビデオ（映画コラボVer.）

  - 音声特典
    - オーディオ・コメンタリー（清塚信也×監督・脚本：利重剛）
- さよならドビュッシー 豪華版（2枚組・Blu-rayとDVDでリリース・初回限定生産）
  - ディスク1：本編ディスク（通常版と同様）
  - ディスク2：特典DVD
    - メイキング
    - インタビュー集
    - 舞台挨拶集
    - 未公開ピアノ演奏シーン
    - 映画『さよならドビュッシー』ナビ（CBC特別番組）
    - 清塚信也スペシャル演奏会 〜エキストラ参加して頂いた方のために〜

  - 特製アウターケース付き

### 映画の評価
原作者の中山七里は、「この小説はピアノ曲や協奏曲をまるまる文章で表現することに挑戦した“読む音楽”で、だからこそ成立する物語なのだから映像化することに意味はないと考えていたが、実際に完成した作品を観てみると、そんな自分の思惑を一気に飛び越えた作品になっていて驚いた。“音楽”が完全に主役の1人になっており、主人公がピアノで周囲の評価を一変させるシーンでは鳥肌がたった。馬鹿がつくほどの映画ファンとして観ても、大傑作だ。」と絶賛した。

## 漫画
本作を原作としたコミックスが2013年1月に発売されている。
- 中山七里（原作）・相楽ひまり（漫画） 『マンガ さよならドビュッシー』 宝島社、2013年1月12日第1刷発行、ISBN 978-4-8002-0646-6

## テレビドラマ
『さよならドビュッシー 〜ピアニスト探偵 岬洋介〜』（さよならドビュッシー ピアニストたんてい みさきようすけ）のタイトルで、2016年3月18日に日本テレビ系『金曜ロードSHOW! 特別ドラマ企画』として放送。東出昌大はこの作品でテレビドラマ初主演を務めた。2021年12月16日に日本映画専門チャンネルでも放送される。
ピアノ初心者である東出は、撮影4か月前に家に突然送られてきたという電子ピアノを使って練習を重ね、黒島もピアノの先生が演奏する映像を何度も見ながら指の位置と音を憶えてひたすら同じように手を動かすという作業を繰り返し、400人近くのエキストラを前にクライマックスのピアノ発表会での演奏シーンを撮影した。
制作は約5年前にプロデューサーの荻野哲弘が原作に感銘を受け、1人で企画書を作ることから始まった。3年前に作家の横幕智裕と2人でプロットを練り、2年前に寺田敏雄と脚本を作り始めた。岬が元検事という設定であったり、火事で亡くなるのは遥の祖母でドラマオリジナルキャラクターである真田恭子で、玄太郎は恭子と親しい下宿先の主として登場するなど、原作とは異なる部分もあるが、テレビ放送に先駆けて3月12日・13日に行われた特別先行試写会にも姿を見せた原作者の中山七里は、「原作にあるエピソードを過不足なく入れていただいて、なおかつ、膨らませて入れていただいたという感触があります。非常に理想的な映像化だと思います。」と太鼓判を押している。

### キャスト（テレビドラマ）
- 岬洋介（みさきようすけ）〈28〉 - 東出昌大
- 真田遥（さなだはるか）〈15〉 - 黒島結菜[42]
- 香月玄太郎（こうづきげんたろう）〈70〉 - 北大路欣也[43]
- 真田研三（さなだけんぞう） - 武田真治
- 真田徹也（さなだてつや） - 正名僕蔵
- 片桐ルシア（かたぎりルシア） - 上白石萌歌
- 榊間（さかきま）刑事 - 嶋田久作
- 鎌倉音楽大学付属高等学校校長 - 金田明夫
- 三上紀美（みかみきみ） - 宍戸美和公
- 君島由里（きみしまゆり） - 青木珠菜
- 時坂恵（ときさかめぐみ） - 富山えり子
- 涼宮美登里（すずみやみどり） - 小川涼
- 加納由紀夫（かのうゆきお）弁護士 - 半海一晃
- 真田恭子（さなだきょうこ） - 木の実ナナ（特別出演）
- 真田悦子（さなだえつこ） - 菊池桃子
- 綴喜みち子（つづきみちこ） - キムラ緑子
- 若狭勝也、藤井恒久　ほか

### スタッフ（テレビドラマ）
- 原作 - 中山七里『さよならドビュッシー』（宝島社刊）
- 脚本 - 寺田敏雄
- 演出 - 菅原伸太郎
- ピアノ監修 - 森俊雄
- ピアノ協力 - 妹尾武、笠倉綾、白川優希、デイブレイクワークス
- 脚本協力 - 横幕智裕
- サウンドデザイン - 石井和之
- 特殊メイク - 梅沢壮一
- アクションコーディネート - オフィスワイルド
- VFX - 木村康次郎
- チーフプロデューサー - 伊藤響
- プロデューサー - 荻野哲弘、大森美孝
- 制作協力 - AX-ON
- 製作著作 - 日本テレビ